# Isochariesthes flavescens
Isochariesthes flavescens är en skalbaggsart som beskrevs av Stefan von Breuning 1959. Isochariesthes flavescens ingår i släktet Isochariesthes och familjen långhorningar.
Artens utbredningsområde är:
- Malawi.
- Moçambique.
- Zimbabwe.

Inga underarter finns listade i Catalogue of Life.